# (100287) 1995 CK5
(100287) 1995 CK5 es un asteroide perteneciente al cinturón de asteroides, descubierto el 1 de febrero de 1995 por el equipo del Spacewatch desde el Observatorio Nacional de Kitt Peak, Arizona, Estados Unidos.

## Designación y nombre
Designado provisionalmente como 1995 CK5.

## Características orbitales
1995 CK5 está situado a una distancia media del Sol de 2,249 ua, pudiendo alejarse hasta 2,461 ua y acercarse hasta 2,037 ua. Su excentricidad es 0,094 y la inclinación orbital 2,666 grados. Emplea 1232 días en completar una órbita alrededor del Sol.

## Características físicas
La magnitud absoluta de 1995 CK5 es 17,2.